# Småbarnsskola
För Småbarnsskolan i Göteborg, se Småbarnsskolan

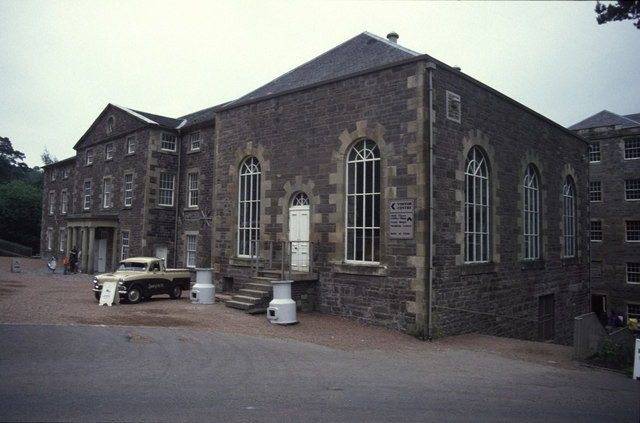
Institution for the Formation of Character i New Lanark. Delen till höger är en senare uppförd maskinhall.

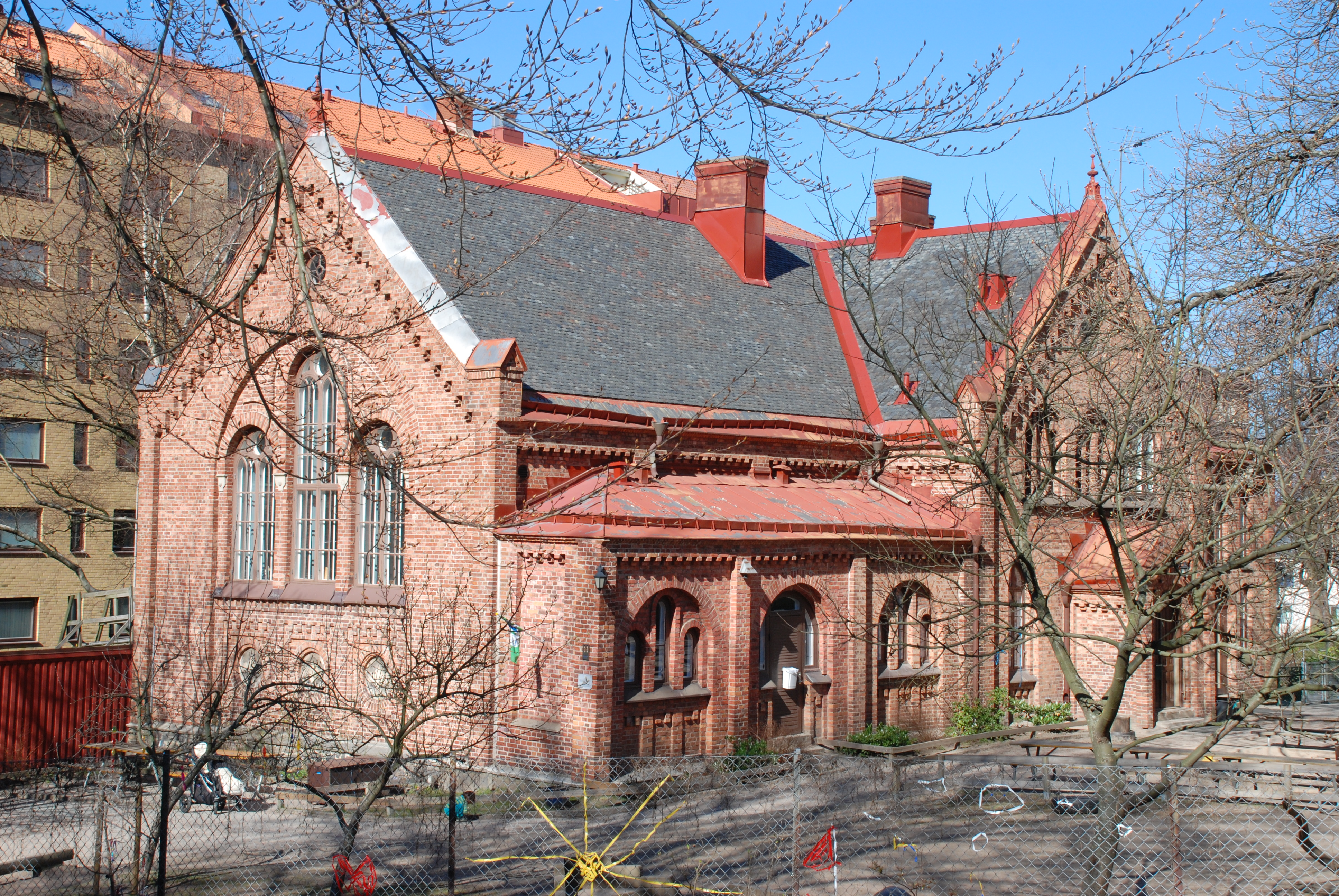
Småbarnsskolan vid Folke Bernadottes gata 4 i Annedal i Göteborg

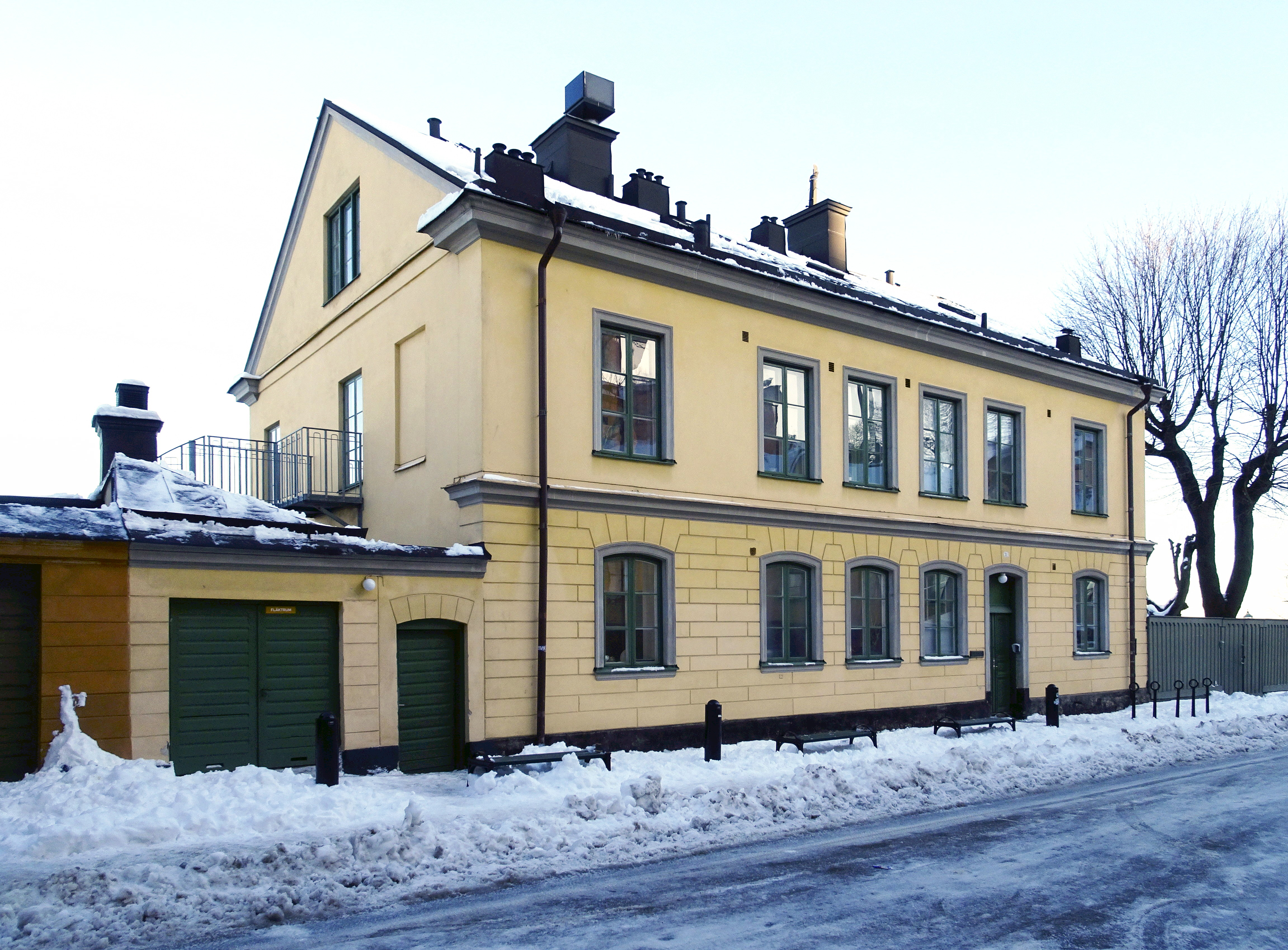
Sommelius hus på Fjällgatan 31, 2019. I huset låg Katarina småbarnsskola från 1900.

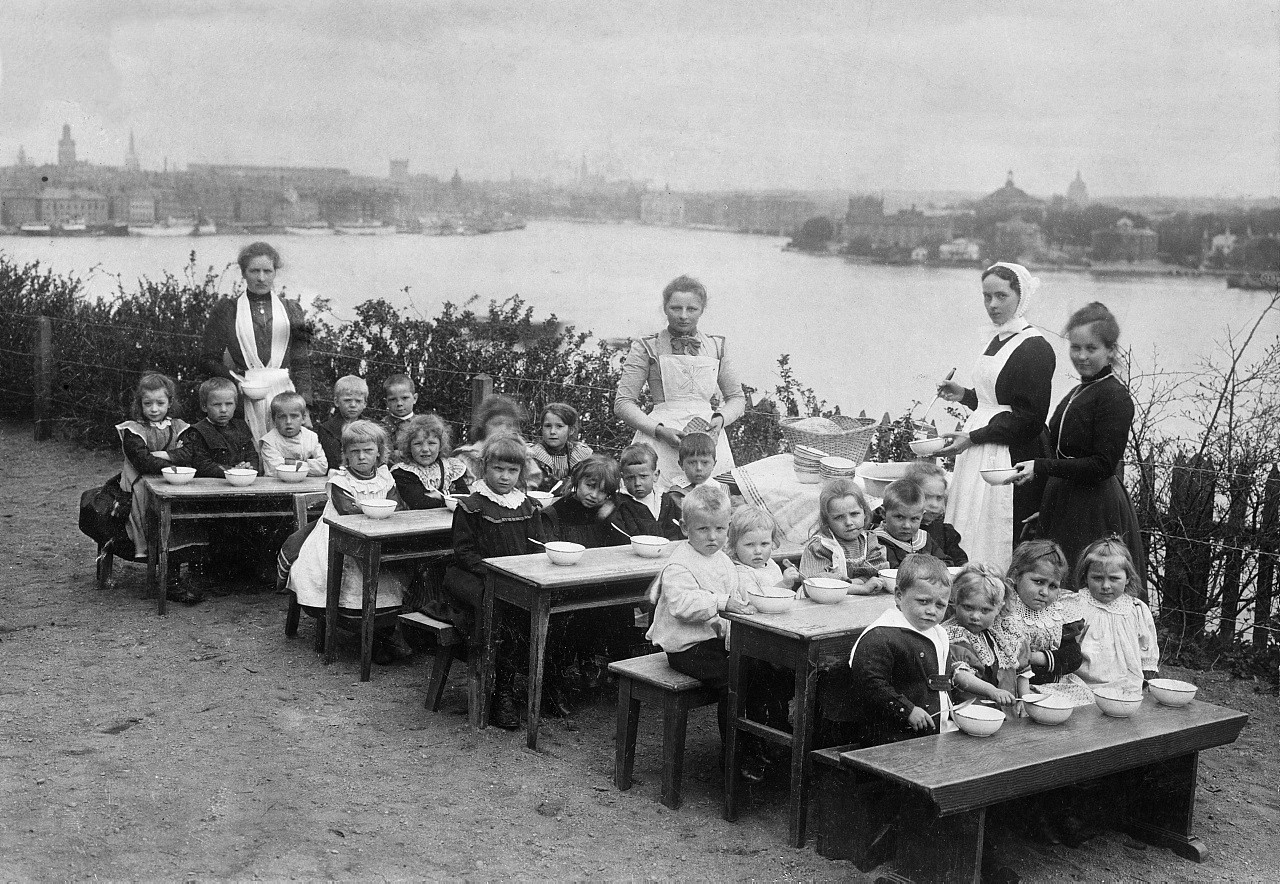
Katarina småbarnsskola på terrassen Fjällgatan 31, 1900

Småbarnsskola, också benämnda infant-skola och barnasyl, var en på välgörenhet baserad skolform under 1800-talet, som framför allt var inriktad på arbetarklassens barn i industriorter. 

## Småbarnsskola i Storbritannien
Den första småbarnsskolan ("infant school") tillskrivs Robert Owen, som 1816 öppnade Institution for the Formation of Character i New Lanark i Skottland. Owens Infant School var en del av ett långtgående socialt program, och modellsamhället New Lanark betraktades av en konservativ omgivning som ett socialistiskt experiment. Beträffande pedagogik var Owen beträffande småbarnsskolan kritisk mot det rådande Lancasterpedagogiken med bland annat utantillinlärning och förespråkade självständigt tänkande. Han utformade undervisningen i New Lanark med lek och vänlig atmosfär, där barnen uppmuntrades att uttrycka egna synpunkter.
De småbarnsskolor, som växte upp på många håll i världen, utformades dock vanligen inte i Owens anda. En modell av helt motsatt slag kom istället att spridas. Läraren Samuel Wilderspin (1791-1866) anställdes 1820 på nystartad skola vid Quaker Street i Spitalfields i London, där 165 elever togs om hand av honom och hans fru. Omkring 1830 startades mer än ett par hundra småbarnsskolor i Storbritannien. Privata, filantropiskt finansierade infantskolor etablerades i flertalet industrialiserade städer i Storbritannien. Samuuel Wilderspin reste runt och arbetade med entusiasm för idén. Han skrev också sju handböcker, vilka översattes och spreds till andra länder.

## Småbarnsskola i Sverige
De första småbarnsskolorna i Sverige etablerades av den från England inflyttade Frances von Koch (1804-1888) i Stockholm 1833 och av Sällskapet för inrättande av småbarnsskolor, med bland andra Carl af Forsell, 1836 vid Allmänna barnhuset i Stockholm. von Koch och Carl af Forssell hade besökt Samuel Wilderspin i London.
Carl af Forsell skrev också handböcker för småbarnsskolan.
Det inrättades ett trettiotal småbarnsskolor i Sverige, i bland annat Stockholm, Malmö, Göteborg, Gävle, Örebro och Karlskrona. Flertalet öppnade 1830-1850 samt under 1860-talet. Varje skola mottog ofta över 100 barn, ibland över 200. I skolorna användes 
lancastermetoden, och undervisningen var skolcentrerad med dagarna uppdelade i lektioner med inslag av bön, sång och gymnastik.
Småbarnsskolorna i Sverige började som skolor för små barn, men snart ändrades elevernas åldersspann från två-fyra år till fem-åtta år, ibland upp till tolv års ålder. Folkskolestadgan stadfästes 1842, vilket kan ha påverkat till att betoningen av att läsa sig att skriva och läsa ökade. Småbarnsskolorna kom att likna och bli ersättning för ännu inte etablerade folkskolor. 
Från 1870-talet förändrades situationen småbarnsskolorna, bland annat på grund av att det offentliga folkskolesystemet blivit mer etablerat. En del småbarnsskolor integrerades i detta och fick status som folkskolor. Andra lades ned och andra återvände till heldagsomsorg åt föräldrar som arbetade och riktade sig återigen till barn under sju års ålder.
Som institutionstyp blev småbarnsskolorna utkonkurrerade av andra förskoleformer, framför allt barnkrubbor och barnträdgårdar, samt av folkskolor, under slutet av 1800-talet och början av 1900-talet.

## Småbarnsskola i FinLand
En småbarnsskolan Marias asyl grundades i Helsingfors 1847. En andra småbarnsskola, Sedmigradskys småbarnsskola, grundades med hjälp av privata donationsmedel 1859. I småbarnsskolan undervisades i  läs- och skrivkunnighet vid sidan om lek och sång.

## Att läsa vidare
- Samuel Wilderspin: On the lmportance of Educating the lnfant Poor from the age of eighteen months to seven years, T. Goyder, London 1824
- Carl af Forsell: Om Småbarnsskolor, Stockholm 1837.
- Carl af Forsell: Utkast till Handbok för småbarnsskolor, Stockholm, 1841 , i Föreningen Gamla Halmstads årsbok 1963
- Gunvor Vretblad: Småbarnsskolan 1838-1855 på sklivedata.blob.core.windows.net